# Marc Van Reybrouck
Marc Van Reybrouck (Laken, 5 oktober 1966 – Jette, 10 maart 2013) was een Belgisch karateka.

## Levensloop
Van Reybrouck behaalde tweemaal brons op de wereldkampioenschappen (1984 en 1986) in de discipline kumite in de gewichtsklasse -65kg. Tevens werd hij tienmaal Belgisch kampioen. 
Later werd hij bondscoach van de Belgische selectie. Ook was hij instructeur (6e dan) in KC Le Chardon te Sint-Agatha-Berchem. Hij leidde onder meer Diego Vandeschrick, Junior Lefevre, Ricardo Viola en Muriel Vanderhaeghen op.
Van Reybrouck overleed aan de gevolgen van kanker.
In Charleroi is er een karatetornooi naar hem vernoemd, met name de memorial Marc Van Reybrouck. De eerste editie vond plaats in 2014.